# Budling
Ne doit pas être confondu avec Buding, commune limitrophe.
Budling est une commune française située dans le département de la Moselle, en région Grand Est.

## Géographie
1. Carte dynamique
2. Carte OpenStreetMap
3. Carte topographique
4. Carte avec les communes environnantes

| Inglange | Oudrenne |          |
|          | Budling  | Veckring |
| Buding   |          |          |

### Hydrographie
La commune est située dans le bassin versant du Rhin au sein du bassin Rhin-Meuse. Elle est drainée par le ruisseau le Bisbach.

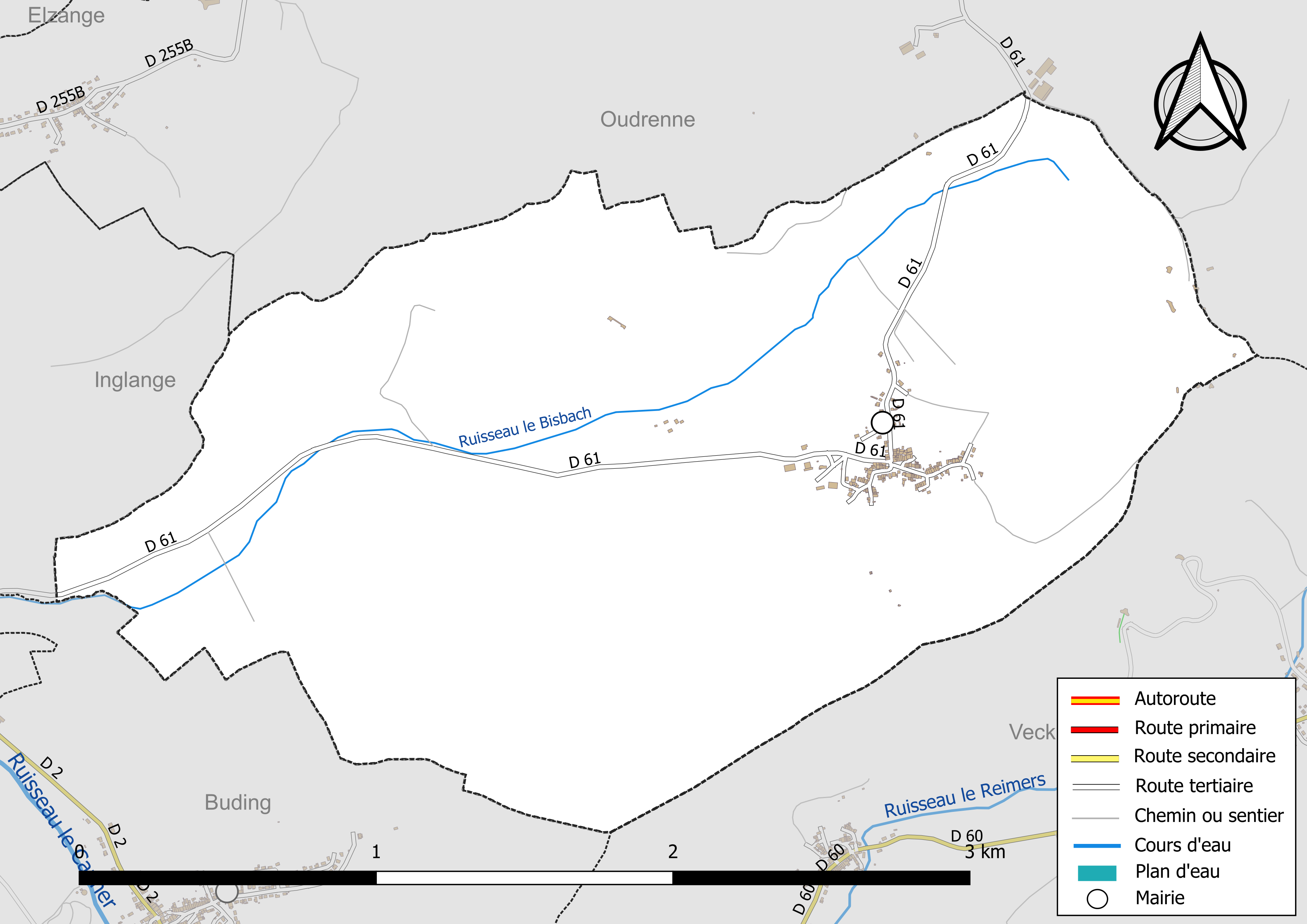
Réseaux hydrographique et routier de Budling.

### Climat
Pour des articles plus généraux, voir Climat du Grand Est et Climat de la Moselle.
En 2010, le climat de la commune est de type climat de montagne, selon une étude du Centre national de la recherche scientifique s'appuyant sur une série de données couvrant la période 1971-2000. En 2020, Météo-France publie une typologie des climats de la France métropolitaine dans laquelle la commune est exposée à un climat semi-continental et est dans la région climatique  Lorraine, plateau de Langres, Morvan, caractérisée par un hiver rude (1,5 °C), des vents modérés et des brouillards fréquents en automne et hiver. 
Pour la période 1971-2000, la température annuelle moyenne est de 9,4 °C, avec une amplitude thermique annuelle de 16,7 °C. Le cumul annuel moyen de précipitations est de 821 mm, avec 12,4 jours de précipitations en janvier et 9,5 jours en juillet. Pour la période 1991-2020, la température moyenne annuelle observée sur la station météorologique de Météo-France la plus proche, « Malancourt », sur la commune d'Amnéville à 18 km à vol d'oiseau, est de 10,2 °C et le cumul annuel moyen de précipitations est de 884,1 mm. 
La température maximale relevée sur cette station est de 39,3 °C, atteinte le 25 juillet 2019 ; la température minimale est de −17,9 °C, atteinte le 5 janvier 1985,,. 
Les paramètres climatiques de la commune ont été estimés pour le milieu du siècle (2041-2070) selon différents scénarios d'émission de gaz à effet de serre à partir des nouvelles projections climatiques de référence DRIAS-2020. Ils sont consultables sur un site dédié publié par Météo-France en novembre 2022.

## Urbanisme

### Typologie
Au 1er janvier 2024, Budling est catégorisée commune rurale à habitat dispersé, selon la nouvelle grille communale de densité à sept niveaux définie par l'Insee en 2022.
Elle est située hors unité urbaine. Par ailleurs la commune fait partie de l'aire d'attraction de Luxembourg (partie française), dont elle est une commune de la couronne,. Cette aire, qui regroupe 115 communes, est catégorisée dans les aires de 700 000 habitants ou plus (hors Paris),.

### Occupation des sols
L'occupation des sols de la commune, telle qu'elle ressort de la base de données européenne d’occupation biophysique des sols Corine Land Cover (CLC), est marquée par l'importance des territoires agricoles (52,6 % en 2018), en diminution par rapport à 1990 (57,5 %). La répartition détaillée en 2018 est la suivante : 
forêts (42,5 %), terres arables (41,4 %), zones agricoles hétérogènes (9,5 %), milieux à végétation arbustive et/ou herbacée (4,9 %), prairies (1,7 %). L'évolution de l’occupation des sols de la commune et de ses infrastructures peut être observée sur les différentes représentations cartographiques du territoire : la carte de Cassini (XVIIIe siècle), la carte d'état-major (1820-1866) et les cartes ou photos aériennes de l'IGN pour la période actuelle (1950 à aujourd'hui).

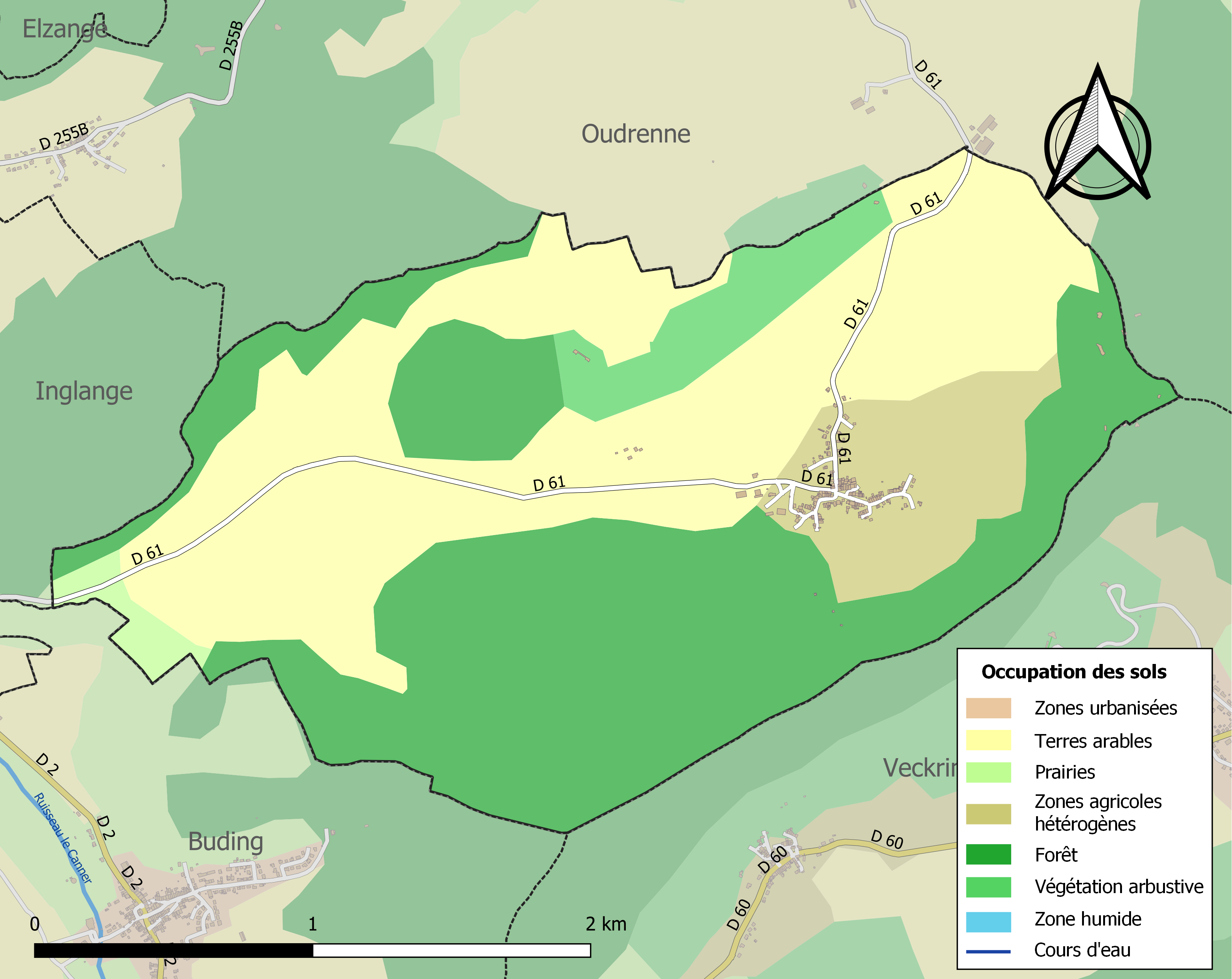
Carte des infrastructures et de l'occupation des sols de la commune en 2018 (CLC).

## Toponymie
- D'un nom de personne germanique Bodilus suivi du suffixe -ing/-ingen[13].
- Buodelinga (950 et XIIe siècle), Buodelingue (1211), Budelanges (1268), Buedelanges (1311-1315), Beudelenges (1356), Budelingen (1425), Budelig (1460 ou 1488), Budlich (1466), Budellingen (1560), Budelingen (1581), Budelingen (1693 - terr. de Kédange), Budelin (1699), Budlingen (1777), Budling (1793), Bidlingen (1871-1918 et 1940-1944).
- Bidlingen en allemand[14]. Bidléngen en francique lorrain.

## Histoire
- Dépendait jadis de la seigneurie de Busbach[15].
- Cette paroisse dépendait de l'évêché de Trèves jusqu'au Concordat de 1801. L'ex-paroisse du Hackenberg fut alors incorporée au diocèse de Metz.
- À partir de 1804, la localité de Budling prit le titre paroissial et groupa autour de l'église du Hackenberg les hameaux de Veckring, Helling et Budling.
- À la fin du XIXe siècle, l'ancienne paroisse du Hackenberg se trouva divisée en trois succursales indépendantes : Buding (1802), Budling et Veckring.

## Politique et administration
| Période                                  | Période  | Identité               | Étiquette | Qualité |
| ---------------------------------------- | -------- | ---------------------- | --------- | ------- |
| Les données manquantes sont à compléter. |          |                        |           |         |
| mars 1983                                | En cours | Jean-Gérard Guirkinger | UDI       |         |

## Démographie
L'évolution du nombre d'habitants est connue à travers les recensements de la population effectués dans la commune depuis 1793. Pour les communes de moins de 10 000 habitants, une enquête de recensement portant sur toute la population est réalisée tous les cinq ans, les populations de référence des années intermédiaires étant quant à elles estimées par interpolation ou extrapolation. Pour la commune, le premier recensement exhaustif entrant dans le cadre du nouveau dispositif a été réalisé en 2004.

En 2022, la commune comptait 160 habitants, en évolution de −11,6 % par rapport à 2016 (Moselle : +0,52 %, France hors Mayotte : +2,11 %).
| 1793 | 1800 | 1806 | 1821 | 1836 | 1841 | 1861 | 1866 | 1871 |
| ---- | ---- | ---- | ---- | ---- | ---- | ---- | ---- | ---- |
| 353  | 347  | 302  | 825  | 773  | 751  | 654  | 706  | 692  |

| 1875 | 1880 | 1885 | 1890 | 1895 | 1900 | 1905 | 1910 | 1921 |
| ---- | ---- | ---- | ---- | ---- | ---- | ---- | ---- | ---- |
| 616  | 625  | 631  | 617  | 227  | 229  | 206  | 184  | 169  |

| 1926 | 1931 | 1936 | 1946 | 1954 | 1962 | 1968 | 1975 | 1982 |
| ---- | ---- | ---- | ---- | ---- | ---- | ---- | ---- | ---- |
| 184  | 206  | 192  | 168  | 155  | 175  | 162  | 162  | 173  |

| 1990 | 1999 | 2004 | 2006 | 2009 | 2014 | 2019 | 2022 | - |
| ---- | ---- | ---- | ---- | ---- | ---- | ---- | ---- | - |
| 158  | 157  | 159  | 169  | 168  | 181  | 167  | 160  | - |

## Culture locale et patrimoine

### Lieux et monuments

#### Édifices civils
- Passage de la voie romaine Metz-Trèves.
- Château de Busbach probablement construit au XVe siècle ; restauré au XVIe siècle, détruit en 1794, la ferme et le moulin existent jusque vers 1920. C'était le chef-lieu d'une seigneurie de laquelle dépendaient Weckring, Buding, Helling, Elzing, Breistroff et Budling en 1756[14].

#### Édifices religieux
- Église Saint-Quirin construite en 1872.

#### Édifices militaires
Budling est au cœur de la ligne Maginot avec la présence d'un des ouvrages construits à partir de 1930, l'ouvrage du Billig, à proximité de l'ouvrage du Hackenberg dont la partie ouest s'étend vers Budling.

### Héraldique
| Blason de Budling | Blason  | Ecartelé aux 1 et 4 d'or à l'aigle de gueules, et aux 2 et 3 de gueules au vautour d'or. |
| Blason de Budling | Détails | Le statut officiel du blason reste à déterminer.                                         |

## Pour approfondir